# Heinz Koch (Badminton)
Heinz Koch (* 19. Oktober 1930; † 27. Oktober 2000) war ein deutscher Badmintonspieler aus Solingen.
Er gehörte zu den Pionieren des Badmintonsports in der Bundesrepublik Deutschland und war eine der herausragenden Persönlichkeiten im Solinger Badmintonsport in den 1950er Jahren. Gleich bei den ersten deutschen Titelkämpfen 1953 wurde er Meister im gemischten Doppel mit Hannelore Schmidt. 1956 und 1958 wiederholten beide diesen Titelgewinn. Im letztgenannten Jahr wurde er ebenfalls Mannschaftsmeister mit dem Solinger Team.
Heinz Koch starb acht Tage nach seinem 70. Geburtstag am 27. Oktober 2000.

## Nationale Meistertitel
| Saison    | Veranstaltung                     | Disziplin    | Name |
| --------- | --------------------------------- | ------------ | --- |
| 1952/1953 | Deutsche Einzelmeisterschaft      | Mixed        | Heinz Koch / Hannelore Schmidt (STC Blau-Weiß Solingen)                                                           |
| 1955/1956 | Deutsche Einzelmeisterschaft      | Herrendoppel | Heinz Koch / Kurt Veller (STC Blau-Weiß Solingen)                                                                 |
| 1955/1956 | Deutsche Einzelmeisterschaft      | Mixed        | Heinz Koch / Hannelore Schmidt (STC Blau Weiß Solingen)                                                           |
| 1957/1958 | Deutsche Mannschaftsmeisterschaft | Mannschaft   | STC Blau-Weiß Solingen (Heinz Koch, Kurt Veller, Erich Rakowski, Walter Ern, Hannelore Schmidt, Gisela Ellermann) |
| 1957/1958 | Deutsche Einzelmeisterschaft      | Mixed        | Heinz Koch / Hannelore Schmidt (STC Blau-Weiß Solingen)                                                           |